# Peter Friedrich Bouché
Peter Friedrich Bouché (Berlino, 15 febbraio 1785 – Berlino, 3 aprile 1856) è stato un entomologo e botanico tedesco.
La sua collezione si trova nell'Istituto tedesco di entomologia.